# Spilocuscus wilsoni
Spilocuscus wilsoni är ett pungdjur i släktet fläckkuskusar som beskrevs 2004 som självständig art.
Arten beskrevs efter två uppstoppade individer från museer och en individ som hölls som sällskapsdjur. Senare blev ytterligare fem sällskapsdjur kända. Alla kända vuxna individer var hannar och de hade en vitaktig päls. Ungdjurens päls är krämfärgad med gråbruna fläckar. Kännetecknande är blåa ögon.
Spilocuscus wilsoni lever troligen endemisk på öarna Biak och Supiori norr om västra Nya Guinea men nyare expeditioner hittade arten inte i vildmarken. På öarna pågår skogsavverkningar och troligen jagas arten för köttets skull. IUCN listar Spilocuscus wilsoni som akut hotad (CR).